# Yin Yufeng
Yin Yufeng (chiń. 殷 玉峰; ur. 29 maja 1979) – chińska judoczka.
Wicemistrzyni świata w 1999; uczestniczka zawodów w 2003. Startowała w Pucharze Świata w 2000. Złota medalistka mistrzostw Azji w 1999 i 2000. Trzecia na igrzyskach Azji Wschodniej w 2001 roku.